# 马佩洛
马佩洛（義大利語：Mapello），是意大利贝加莫省的一个市镇。总面积8.5平方公里，人口6277人，人口密度738.5人/平方公里（2009年）。国家统计（ISTAT）代码为016132。